# Ruthless!
Ruthless! The Musical és un musical exclusivament femení amb música de Marvin Laird i llibret i lletres de Joel Paley que parodia musicals de Broadway, com Gypsy i Mame, i pel·lícules comThe Bad Seed i All About Eve. El musical es va estrenar a l'Off-Broadway el 1992.

## Historial de produccions
El musical es va estrenar al Players Theatre de l'Off-Broadway  el 13 de març de 1992 i va tancar el 24 de gener de 1993 després de 342 representacions. Va ser dirigida per Joel Paley amb direcció musical de Marvin Laird. (Laird va ser posteriorment el director musical dels revivals a Broadway d'Annie Get Your Gun (1999) i Gypsy (2003)). El paper central de Tina va ser interpretat per Laura Bell Bundy, amb Natalie Portman i Britney Spears com a suplents.
Ruthless! The Musical va ser produït a Los Angeles al Canon Theatre, on es va estrenar el 15 de novembre de 1993. Varèse Sarabanda va fer un enregistrament del repartiment de Los Angeles de 1993 i es va publicar el 29 de març de 1994.
L'espectacle va guanyar el premi Outer Critics Circle de Nova York del 1993 al millor musical de l'off-Broadway.
El musical ha comptat amb diverses produccions professionals, sobretot en teatre regional. Ruthless! The Musical va fer-se al Colony Theatre, Miami, Florida, el gener i febrer de 1995, dirigit per Paley.
L'espectacle es va estrenar al Regne Unit el 2002 al Stratford Circus Theatre de Londres, dirigit per Omar F. Okai i produït per Simon James Collier, on va guanyar 5 premis Musical Stages.
El musical va fear nou representacions el setembre de 2014 al Triad Theatre de Nova York per beneficiar Broadway Cares / Equity Fights AIDS. La producció va tornar a la Tríada l'octubre de 2014.
El musical es va obrir Off-Broadway al St. Luke's Theatre el 25 de juny de 2015 en prèvies, oficialment el 13 de juliol, amb direcció de Joel Paley, direcció musical de Ricky Romano i supervisió musical de Marvin Laird. Per a aquesta producció, Paley va dir: "... En aquesta posada en escena, hem acabat amb el descans i l'hem racionalitzat en 90 minuts, que són ràpids i ràpids en les muntanyes russes." El repartiment compta amb Kim Maresca (Judy Denmark), Tori Murray (Tina), Peter Land (Sylvia St. Croix), Tracy Jai Edwards (Louise), Andrea McCullough (Miss Thorn) i Rita McKenzie (Lita Encore). BroadwayHD va publicar un enregistrament de la producció londinenca el 2019.
El musical va fer la seva estrena al West End a l'Arts Theatre, estrenant-se el 27 de març (prèvies a partir del 16 de març) per a una carrera limitada fins al 23 de juny de 2018, dirigida per Richard Fitch, coreografia de Rebecca Howell i la supervisió musical de Gareth Valentine.

## Sinopsi
Acte I
Judy Denmark, una mestressa de casa anodina, és la mare de la talentosa Tina de vuit anys ("Tina's Mother"), que declara que va "Néixer per a l'Entreteniment" ("Born to Entertain"). Davant del suggeriment que posposés les seves ambicions escèniques per ser un nena normal, respon: "He tingut una infància normal. És hora de seguir endavant ". Sylvia St. Croix, una aglutinadora i prepotent agent, anima Tina a fer una audició per a l'obra teatral de l'escola, Pippi in Tahiti, The Musical, alimentant la seva set d'estrellat (" Talent "). La professora de tercer grau i l'actriu frustrada, Miss Myrna Thorn, dirigeix Pippi ("Teaching Third Grade"). Posa una noia sense talent (però connectada parentalment), Louise Lerman, al capdavant, convertint Tina en la suplent frustrada ("The Audition / To Play This Part"). Després de "suplicar molt bé i dir si us plau," Tina "accidentalment" penja a Louise de la passarel·la amb una corda de saltar per tal de poder interpretar ella a Pippi. Lita Encore, la mare adoptiva de Judy (i l'àvia de Tina), una crítica teatral de llengua aguda que "Odia els musicals" ("Hates Musicals"), apareix per revisar l'estrena de Pippi in Tahiti ; i, en una sèrie de revelacions, ens assabentem que Judy és la filla de Ruth Del Marco, una estrella del passat de Broadway que es creia que es va suïcidar a causa de les males crítiques de Lita Encore ("On Tina Gets It From / That Name) "). Judy reconeix que ella mateixa té talent ("Angel Mom").
Acte II
Un cop descobert el crim de Tina, l'envien a la Daisy Clover School for Psychopathic Ingenues. L'ex mestressa de casa Judy Denmark ara és una actriu d'èxit a Broadway com a diva Ginger Del Marco, però el món vol saber d'on ha vingut. La reportera de "Modern Thespian", Emily Block, dirigeix una entrevista puntual a Judy i descobreix no només el seu passat com a mestressa de casa, sinó que té una filla. Tina és alliberada de complir la seva pena i torna al fabulós "Penthouse Apartment" de Ginger (i la seva gelosa ajudant, Eve). Sembla que Tina es va reformar, però Ginger ho veu ("you're not that good") i l'anomena farsa. La mare i la filla s'enfronten a la llum. Sylvia torna a entrar, sense voler res més que emportar-se la Tina. Ella revela que és Ruth Del Marco i la mare de Ginger ("Parents and Children"). No es va suïcidar, com es creia, sinó que es va amagar. De sobte, Eve treu una arma i després de revelar que és la mare de Louise Lerman ("Act One?"), Betty Lerman, en una lluita amb Ginger Delmarco, és assassinada a trets. Llavors Tina agafa l'arma que va disparar a Eve i la sosté a la seva mare, demanant-li aparèixer a la seva nova obra. En aquest moment, Lita Encore irromp i Sylvia lluita per l'arma amb Tina i és assassinada a trets. Ella canta la seva última cançó, després de la qual Lita Encore comenta "ah, mai no podria cantar". Sylvia torna a la vida per última vegada i dispara a Lita. Ginger es torna a convertir en Judy de nou a causa de tots els esdeveniments extremadament estressants que han tingut lloc. Ella li diu a la Tina que no tornaran a trepitjar l'escenari i Tina respon: "Tens raó, mare. No hi ha diners al teatre; anirem a Hollywood a fer sèries".

## Personatges i repartiments originals
Aquesta llista mostra els repartiments originals de les principals produccions
| Personatger                                                                     | Repartiment original de l'Off-Broadway | Repartiment original de Los Angeles | Repartiment original del West End                              |
| ------------------------------------------------------------------------------- | -------------------------------------- | ----------------------------------- | -------------------------------------------------------------- |
| Tina Denmark, aspirant a actriu infantil de 8 anys                              | Laura Bell Bundy                       | Lindsay Ridgeway                    | Charlotte Breen Fifi Bloomsbury-Khier Lucy Simmonds Anya Evans |
| Judy Denmark/Ginger Del Marco, la mare de Tina i prima dona secreta de Broadway | Donna English                          | Joan Ryan                           | Kim Maresca                                                    |
| Lita Encore, crítica de teatre i àvia de la Tina                                | Denise Lor                             | Rita McKenzie                       | Tracie Bennett                                                 |
| Myrna Thorn/Reporter, professora de la Tina                                     | Susan Mansur                           | Nancy Linari                        | Harriet Thorpe                                                 |
| Sylvia St. Croix/Ruth DelMarco, una agent de talent i la veritable mare de Judy | Joel Vig                               | Loren Freeman                       | Jason Gardiner                                                 |
| Betty Lerman/Eve, mare de Louise, la noia que va matar Tina i ajudant de Ginger | Joanne Baum                            | Joanne Baum                         | Lara Denning                                                   |

Aquesta llista mostra els repartiments originals de les principals produccions
Nota: Tot i que l'espectacle va ser escrit per a un repartiment femení, s'ha convertit en una tradició que el paper de Sylvia St. Croix fos interpretat per un home simplement perquè Joel Vig va fer la millor audició per a la producció original del 1992.

## Cançons
| Acte I - Prologue – Orchestra, Sylvia - Tina's Mother – Judy - Born To Entertain – Tina - Talent – Sylvia - To Play This Part – Tina - Teaching Third Grade – Miss Thorn - Where Tina Gets It From – Judy, Sylvia - The Pippi Song – Louise - Kisses i Hugs – Tina, Judy - Teaching Third Grade (Reprise) – Miss Thorn - Talent (Reprise #1) – Sylvia - I Hate Musicals – Lita - Angel Mom – Judy, Tina | Acte II - Entr'acte/Montage – Orchestra, Judy, Tina - A Penthouse Apartment – Eve - It Will Never Be That Way Again – Ginger - I Want the Girl – Sylvia - There's More To Life – Tina (afegida per a la producció del West End del 2018) - Parents i Children – Ginger, Tina - Ruthless! – Ginger, Sylvia, Tina - Talent (Reprise #2) – Tina - Ruthless! (Reprise) – Company - Unkie's Muncle – (performed by Bernadette Peters i used com a recording in the production)(Based on the 1994 Los Angeles cast recording) |

## Premis i nominacions

### Producció original de l'Off-Broadway
| Any  | Premi                      | Categoria                         | Nominat                          | Resultat  |
| ---- | -------------------------- | --------------------------------- | -------------------------------- | --------- |
| 1992 | Premi Drama Desk           | Musical més destacat              | Musical més destacat             | Nominat   |
| 1992 | Premi Drama Desk           | Lletres més destacades            | Joel Paley                       | Nominat   |
| 1992 | Premi Drama Desk           | Direcció de musical més destacada | Joel Paley                       | Nominat   |
| 1992 | Premi Drama Desk           | Actriu de musical més destacada   | Donna English                    | nominada  |
| 1992 | Premi Drama Desk           | Actriu de musical més destacada   | Laura Bundy                      | nominada  |
| 1993 | Premi Outer Critics Circle | Millor musical de l'Off-Broadway  | Millor musical de l'Off-Broadway | Guanyador |

### Producció original de Londres
| Any  | Premi                         | Categoria                                                 | Nominat                   | Resultat  |
| ---- | ----------------------------- | --------------------------------------------------------- | ------------------------- | --------- |
| 2002 | Premi Musical Stages Magazine | Millor producció musical                                  | Millor producció musical  | Guanyador |
| 2002 | Premi Musical Stages Magazine | Millor director                                           | Omar F. Okai              | Guanyador |
| 2002 | Premi Musical Stages Magazine | Millor actriu en un musical                               | Lisa Baird                | Guanyador |
| 2002 | Premi Musical Stages Magazine | Millor actor en un musical                                | Paul L Martin             | Guanyador |
| 2002 | Premi Musical Stages Magazine | Millors escriptors / lletristes / compositors d'obra nova | Marvin Laird i Joel Paley | Guanyador |